# 池州市贵池区城关小学
池州市贵池区城关小学（简称城关小学）是一所位于中华人民共和国安徽省池州市贵池区秋浦街道的小学，始建于1940年2月。

## 历史
1940年2月，汪精卫政权在日占贵池县城九华街建立“贵池县国民模范小学”，专门对贵池县城儿童实施皇民化教育工作。校内教师为日军军官担任，开设日语、国文、算术、地理等课程。日军军官以糖果引诱学生听课，若学生抗拒要求，则遭毒打，更有甚者因此残废。
1945年9月，因日本无条件投降，中华民国政府接收该校，将其更名为“贵池县示范中心国民学校”，简称“贵池国小”，不久更名为“池阳镇小学”。1947年4月，为纪念总统蒋介石六十大寿，“池阳镇小学”高小部更名为“贵池县中正小学”。
1949年4月22日，中国人民解放军占领贵池县城，“池阳镇小学”遂被贵池县人民政府接管，更名为“贵池县城关第二小学”、简称“城关二小”，校长不变。1950年9月，正式更名为“贵池县城关小学”。1951年7月，该校迁至县城东门大操场以北（今校址）。
1967年12月，贵池县革命委员会要求县政府驻地池州镇所有街道及事业单位强制更名，“贵池县城关小学”改名为“贵池县东风小学”。1980年2月，恢复原名。时有21个教班，1287名学生，教师58名。至2000年，校区面积达6696平方米，拥有36个班，2568名学生，并附设2个学前班的110名幼儿，拥有教职工91人。1989年3月，因贵池撤县建市，更名为“贵池市城关小学”。1999年5月，被评为池州地区示范小学。
2009年8月至今，为实现池州城区教育均衡发展，先后设立了四所分校：
- 秋浦分校，在原池州市啤酒厂教学点的基础上成立，2009年8月31日成立，位于贵池区清風街道百牙東路69號。
- 新城明珠分校，成立于2014年8月1日，位于贵池区清風街道九华山大道430號。
- 贵池区人民路小学，成立于2017年8月1日，位于秋浦街道罗隐路1号。
- 贵池区沿江路小学，成立于2021年4月1日，位于清风街道启航路90号。

2020年7月27日，根据中共贵池区委、贵池区人民政府统一安排，秋浦分校脱离城关小学独立建制，更名为“池州市贵池区秋浦小学”；新城明珠分校脱离城关小学独立建制，更名为“池州市贵池区新城明珠小学”，是池州市首个小区配套建设的学校。
2022年1月，经贵池区人民政府批准，贵池区人民路小学脱离城关小学独立建制。
截止2022年9月，该校共开设59个教学班，在校学生2984人。